# Формозу (Гояс)
Формозу (порт. Formoso) — муниципалитет в Бразилии, входит в штат Гояс. Составная часть мезорегиона Север штата Гойяс. Входит в экономико-статистический микрорегион Порангату. Население составляет 5168 человек на 2006 год. Занимает площадь 844,285 км². Плотность населения — 6,1 чел./км².

## История
Город основан 25 сентября 1963 года. 

## Статистика
- Валовой внутренний продукт на 2003 год составляет 19 688 897,00 реалов (данные: Бразильский институт географии и статистики).
- Валовой внутренний продукт на душу населения на 2003 год составляет 3672,62 реала (данные: Бразильский институт географии и статистики).
- Индекс развития человеческого потенциала на 2000 год составляет 0,737 (данные: Программа развития ООН).